# North American Soccer League 1979
Il 12º campionato NASL presentò alla partenza tutte le stesse compagini della stagione precedente anche se i Colorado Caribous erano tornati ad Atlanta ricostituendo gli Chiefs, la prima campione NASL nel 1968, e gli Oakland Stompers si erano spostati in Canada divenendo gli Edmonton Drillers (cosa questa che portava a 3 squadre la presenza canadese nella NASL). Le due nuove squadre presero il posto delle compagini di origine, quindi non vi furono modifiche nella composizione delle divisioni rispetto alla stagione passata.
Canadesi furono anche i vincitori del torneo: i Vancouver Whitecaps, per la seconda e ultima vittoria nella NASL di una squadra fuori dagli Stati Uniti.

## Formula
Come nella stagione precedente, le 24 squadre vennero divise in due grandi conference, la National Conference, che comprendeva anche le due squadre canadesi e la American Conference. Le due conference furono a loro volta ripartite in tre divisioni, orientale, centrale e occidentale. I turni che seguirono alla regular season furono:
- Conference Quarterfinals (ottavi di finale per il titolo NASL): da disputarsi, per ogni conference, tra le otto squadre che avevano riportato i migliori punteggi, indipendentemente dalla divisione di appartenenza.
- Conference Semi-Finals (quarti di finale per il titolo NASL): Da disputarsi tra le vincenti del turno precedente.
- Conference Championship (semifinale per il titolo): Da disputarsi tra i vincitori delle semifinali di ciascuna conference. Il presente e i due turni precedenti si disputarono con il meccanismo della gara doppia di andata e ritorno con diritto per la miglior piazzata durante la regular season di giocare la gara di ritorno in casa. In caso di una vittoria per parte, indipendentemente dalla differenza reti tra i due incontri, fu previsto uno spareggio agli shootout da disputarsi in coda alla gara di ritorno.
- Soccer Bowl (finale per il titolo). Da disputarsi tra le due campioni di conference in gara unica in campo neutro a New York.

## Punteggio
- 6 punti per la vittoria;
- 0 punti per la sconfitta;
- 1 punto supplementare per ogni goal segnato durante un incontro, fino a un massimo di 3

## Squadre partecipanti
NATIONAL CONFERENCE
- Eastern Division: New York Cosmos, Rochester Lancers, Toronto Metros-Croatia, Washington Diplomats
- Central Division: Atlanta Chiefs, Dallas Tornado, Minnesota Kicks, Tulsa Roughnecks
- Western Division: Los Angeles Aztecs, Portland Timbers, Seattle Sounders, Vancouver Whitecaps

AMERICAN CONFERENCE
- Eastern Division: Fort Lauderdale Strikers, New England Tea Men, Philadelphia Fury, Tampa Bay Rowdies
- Central Division: Chicago Sting, Detroit Express, Houston Hurricane, Memphis Rogues
- Western Division: California Surf, Edmonton Drillers, San Diego Sockers, San Jose Earthquakes

## Classifiche

### Regular Season

#### National Conference

##### Eastern Division
|  | Squadra          | V  | P  | GF | GS | PT  |
|  | ---------------- | -- | -- | -- | -- | --- |
|  | New York         | 24 | 6  | 84 | 52 | 216 |
|  | Washington, D.C. | 19 | 11 | 68 | 50 | 172 |
|  | Toronto          | 14 | 16 | 52 | 65 | 133 |
|  | Rochester        | 15 | 15 | 43 | 57 | 132 |

##### Central Division
|  | Squadra   | V  | P  | GF | GS | PT  |
|  | --------- | -- | -- | -- | -- | --- |
|  | Minnesota | 21 | 9  | 67 | 48 | 184 |
|  | Dallas    | 17 | 13 | 53 | 51 | 152 |
|  | Tulsa     | 14 | 16 | 61 | 56 | 139 |
|  | Atlanta   | 12 | 18 | 60 | 60 | 121 |

##### Western Division
|  | Squadra     | V  | P  | GF | GS | PT  |
|  | ----------- | -- | -- | -- | -- | --- |
|  | Vancouver   | 20 | 10 | 54 | 34 | 172 |
|  | Los Angeles | 18 | 12 | 62 | 47 | 162 |
|  | Seattle     | 13 | 17 | 58 | 52 | 125 |
|  | Portland    | 11 | 19 | 50 | 75 | 122 |

#### American Conference

##### Eastern Division
|  | Squadra        | V  | P  | GF | GS | PT  |
|  | -------------- | -- | -- | -- | -- | --- |
|  | Tampa Bay      | 19 | 11 | 67 | 46 | 169 |
|  | Ft. Lauderdale | 17 | 13 | 75 | 65 | 165 |
|  | Philadelphia   | 10 | 20 | 55 | 60 | 111 |
|  | New England    | 12 | 18 | 41 | 56 | 110 |

##### Central Division
|  | Squadra | V  | P  | GF | GS | PT  |
|  | ------- | -- | -- | -- | -- | --- |
|  | Houston | 22 | 8  | 61 | 46 | 187 |
|  | Chicago | 16 | 14 | 70 | 62 | 159 |
|  | Detroit | 14 | 16 | 60 | 56 | 133 |
|  | Memphis | 6  | 24 | 38 | 74 | 73  |

##### Western Division
|  | Squadra    | V  | P  | GF | GS | PT  |
|  | ---------- | -- | -- | -- | -- | --- |
|  | California | 15 | 15 | 53 | 56 | 140 |
|  | San Diego  | 15 | 15 | 59 | 55 | 140 |
|  | Edmonton   | 8  | 22 | 43 | 78 | 88  |
|  | San Jose   | 8  | 22 | 41 | 74 | 86  |

### Ottavi di finale (Conference Quarterfinals)
|                    |   |                         | And.  | Rit.  | Shootout |                     |
| Philadelphia Fury  | - | Houston Hurricane       | 2 - 1 | 2 - 1 |          | 14 e 20 agosto 1979 |
| Detroit Express    | - | Tampa Bay Rowdies       | 0 - 3 | 3 - 1 |          | 15 e 19 agosto 1979 |
| Chicago Sting      | - | Ft. Lauderdale Strikers | 2 - 0 | 0 - 0 |          | 15 e 18 agosto 1979 |
| San Diego Sockers  | - | California Surf         | 4 - 2 | 7 - 2 |          | 15 e 18 agosto 1979 |
| Tulsa Roughnecks   | - | Minnesota Kicks         | 2 - 1 | 2 - 1 |          | 15 e 19 agosto 1979 |
| Dallas Tornado     | - | Vancouver Whitecaps     | 3 - 2 | 1 - 2 |          | 15 e 18 agosto 1979 |
| Los Angeles Aztecs | - | Washington Diplomats    | 3 - 1 | 4 - 1 |          | 15 e 19 agosto 1979 |
| Toronto Blizzard   | - | New York Cosmos         | 1 - 3 | 0 - 2 |          | 16 e 20 agosto 1979 |

### Quarti di finale (Conference Semi-Finals)
|                    |   |                     | And.  | Rit.  | Shootout |                     |
| San Diego Sockers  | - | Chicago Sting       | 2 - 0 | 1 - 0 |          | 22 e 25 agosto 1979 |
| Los Angeles Aztecs | - | Vancouver Whitecaps | 3 - 2 | 0 - 1 | 0 - 1    | 22 e 25 agosto 1979 |
| Philadelphia Fury  | - | Tampa Bay Rowdies   | 2 - 3 | 0 - 1 |          | 23 e 25 agosto 1979 |
| Tulsa Roughnecks   | - | New York Cosmos     | 3 - 0 | 0 - 3 | 0 - 3    | 23 e 26 agosto 1979 |

### Semifinali (Conference Finals)
|                     |   |                   | And.  | Rit.  | Shootout |                               |
| Vancouver Whitecaps | - | New York Cosmos   | 2 - 0 | 2 - 3 | 1 - 0    | 29 agosto e 1º settembre 1979 |
| San Diego Sockers   | - | Tampa Bay Rowdies | 2 - 1 | 2 - 3 | 0 - 1    | 30 agosto e 2 settembre 1979  |

### Finale (Soccer Bowl '79)
| 8 settembre 1979 | Vancouver Whitecaps | 2 – 1 | Tampa Bay Rowdies | East Rutherford (NJ), Giants Stadium |
| 8 settembre 1979 |                     |       |                   | East Rutherford (NJ), Giants Stadium |